# Agew Awi
La zone Agew Awi est l'une des 10 zones de la région Amhara en Éthiopie. Son centre administratif est Enjebara. Ses plus grandes villes sont Dangila et Chagni.

## Woredas
La zone est composée de cinq puis sept woredas du fait de deux scissions, :
- Ankesha : rebaptisé Ankasha Guagusa ;
- Banja : partagé entre Banja Shekudad et Guagusa Shekudad ;
- Dangila : séparé de Jawi[3] ;
- Faggeta Lekoma ;
- Guangua.

## Démographie
D'après le recensement national de 2007 réalisé par l'Agence centrale de la statistique (Éthiopie), la zone compte 982 942 habitants et 87 % de la population est rurale.
Avec une superficie de 9 148,43 km2[réf. souhaitée], la zone a une densité de population de 107 personnes par km2 en 2007.
| Woreda           | Population 2007 | Agglomérations,           |
| ---------------- | --------------- | ------------------------- |
| Ankasha Guagusa  | 199 826         | Gimija Bet                |
| Banja Shekudad   | 111 975         | Enjebara, Kesa            |
| Dangila          | 158 688         | Dangila, Chara            |
| Faggeta Lekoma   | 126 367         | Addis Kidam               |
| Guagusa Shekudad | 83 930          | Tilili (am)               |
| Guangua          | 223 066         | Chagni, Menta Wuha, Zigem |
| Jawi             | 79 090          | Fendka, Dek               |

Après Dangila qui compte 24 827 habitants au recensement de 2007, les villes les plus importantes de la zone sont Chagni et Enjebara avec 23 232 et 21 065 habitants, suivies par Gimija Bet (10 968 habitants), Tilili et Addis Kidam (environ 9 000 habitants).
En 2020, la population de la zone est estimée — par projection des taux de 2007 — à 1 273 655 personnes.